# Estación de Okeechobee (Amtrak)
Okeechobee es una estación de tren en Okeechobee, Florida, atendida por Amtrak.

## Historia
La estación anterior en el sitio fue construido en 1924 para Seaboard Air Line Railway y fue demolido en 2014. Amtrak actualmente utiliza una estación adyacente construido en 2011. Construido con ladrillos rojos con detalles en mampostería de piedra de color crema, el refugio tiene una sala de espera con grandes ventanales. El proyecto de 1.5 millones de dólares fue financiado a través de la iniciativa "Mobility First" de Amtrak en virtud de la Ley de Reinversión y Recuperación de Estados Unidos de 2009.